# Fülöpháza
Fülöpháza ist eine ungarische Gemeinde im Kreis Kecskemét im Komitat Bács-Kiskun.

## Geografische Lage
Fülöpháza liegt 19 Kilometer westlich der Kreisstadt Kecskemét am Rand des Kiskunság-Nationalparks.  Nachbargemeinden sind Kerekegyháza und Ágasegyháza.

## Sehenswürdigkeiten
- Kiskunság-Nationalpark, mit Sanddünengebiet
- László-Herpay-Gedenktafel, erschaffen von Sándor Kligl
- Reformierte Kirche, erbaut 1989
- Römisch-katholische Kirche Szent Fülöp diakónus

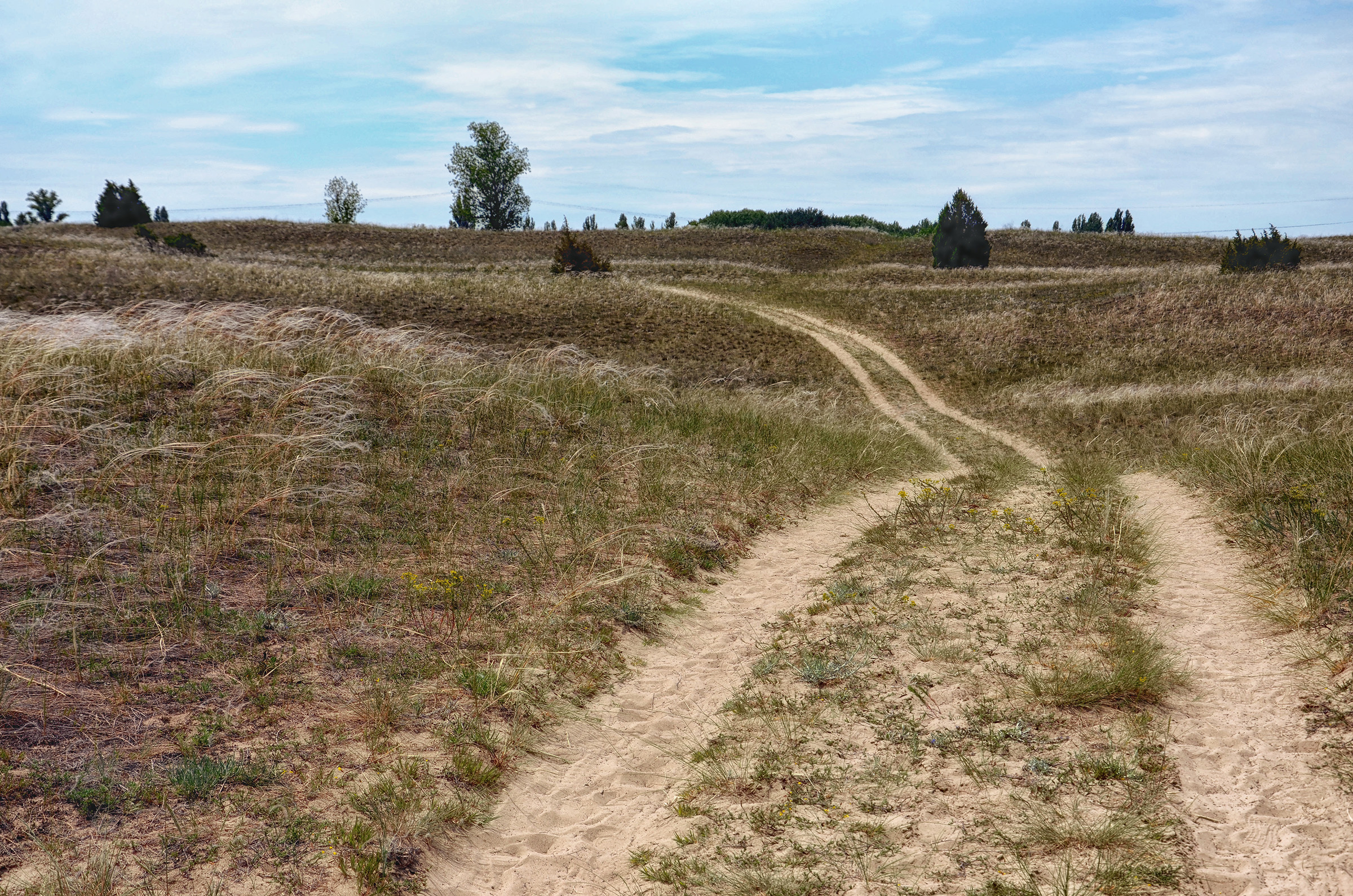
Sanddünengebiet bei Fülöpháza
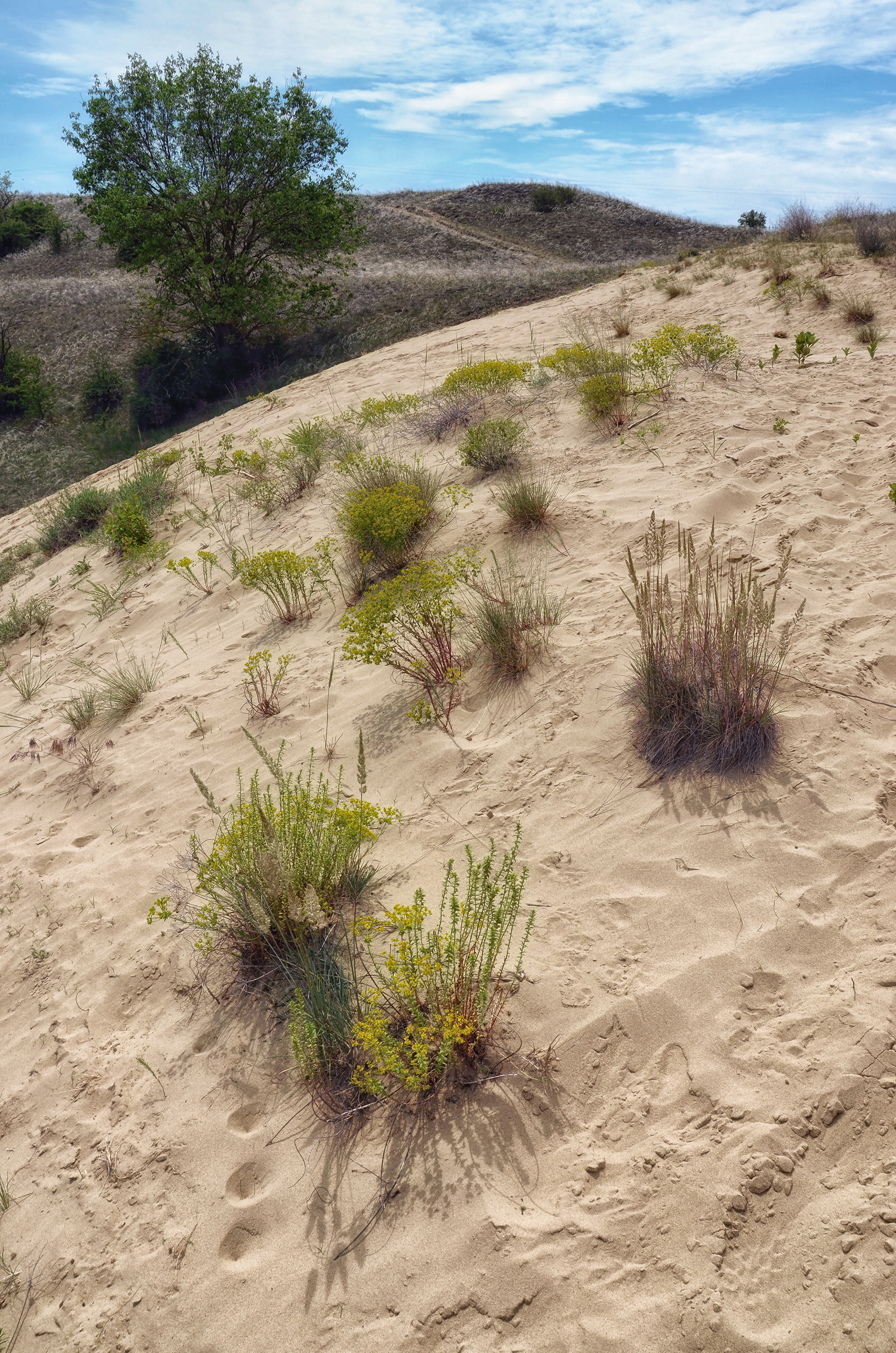
Vegetation auf den Sanddünen
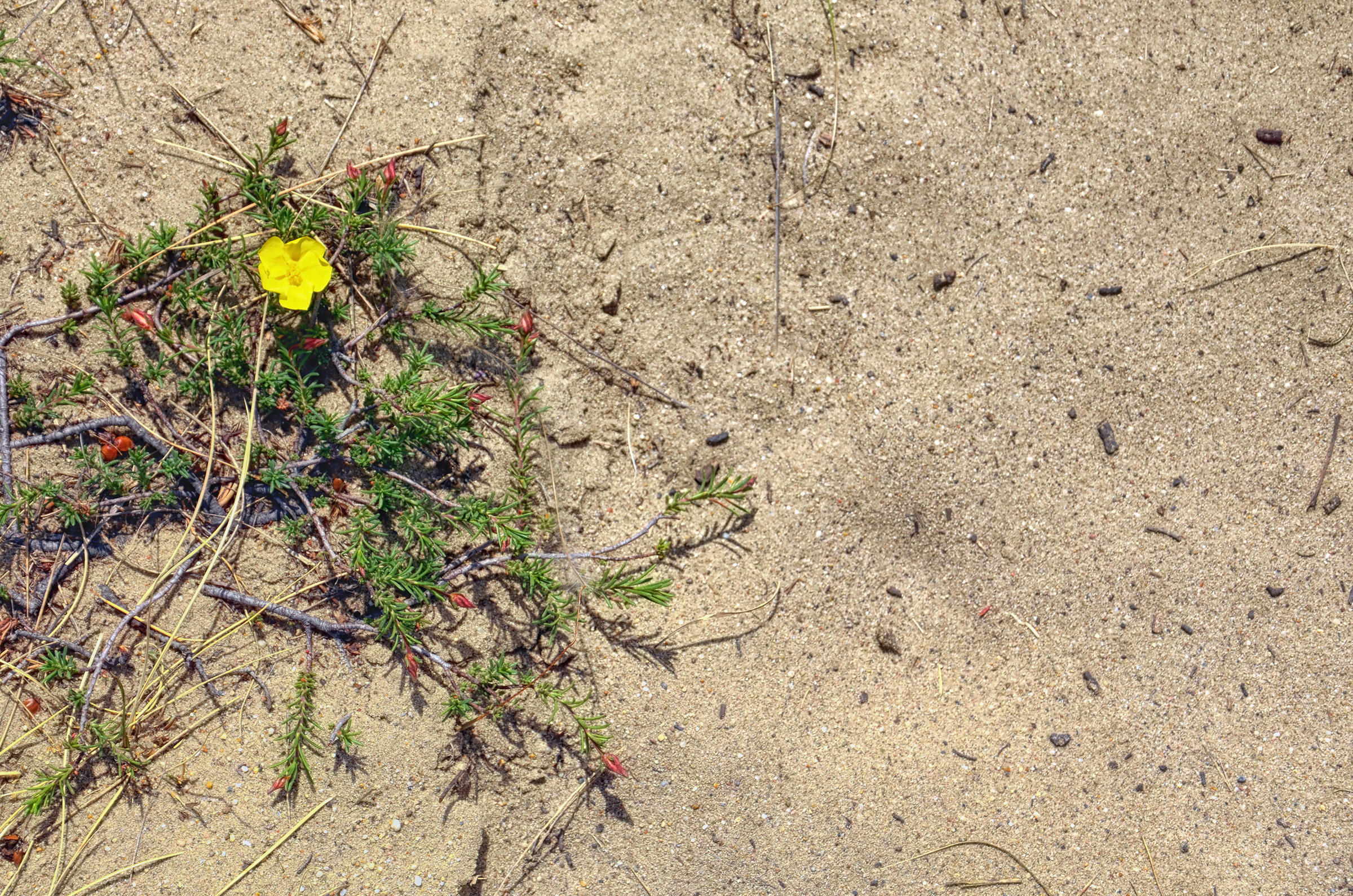
Pflanze auf Sanddüne

## Verkehr
Durch Fülöpháza verläuft die Landstraße Nr. 5215, zwei Kilometer südlich des Ortes die Hauptstraße Nr. 52. Es bestehen Busverbindungen nach Kecskemét und Szabadszállás, wo sich die nächstgelegenen Bahnhöfe befinden.